# Сава Пенчић
Др Сава Пенчић (Градиште, 22. март 1925 — Ниш, 10. децембар 2003) био је русиста, слависта и књижевник.
Рођен је у Градишту код Пирота, 22. марта 1925.
Бавио се преводилаштвом, компаративним проучавањима књижевности и књижевном критиком.
Др Пенчић се школовао у Пироту и Београду, а докторирао на Филозофском факултету Свеучилишта у Загребу 1965. године. Докторска дисертација се звала „Етика и поетика Леонида Леонова“. Радио је као професор Више педагошке школе у Нишу (1967 — 1970), а потом као професор руске класичне књижевности Филозофског факултета Универзитета у Приштини (од 1970).
Активни учесник и организатор многих славистичких скупова у Југославији и у свету, др Сава Пенчић је објавио више књига, већином студија о руској књижевности. Посебну пажњу привукле су две књиге „Руска књижевност – поетичко-естетске студије“, затим „Поетика прозе“, „Књижевно дело и читалац“ и „Словенске компаративне теме“.
Сава Пенчић је био и успешан писац драмских текстова, нарочито радио-драма, за које је награђиван на конкурсима свих радио-станица СФРЈ.
У периоду 1971—1973. био је потпредседник Славистичког друштва.